# Ponggok (Polanharjo)
Ponggok is een bestuurslaag in het regentschap Klaten van de provincie Midden-Java, Indonesië. Ponggok telt 1465 inwoners (volkstelling 2010).